# 弗利特-施泰格利茨
弗利特-施泰格利茨（德語：Flieth-Stegelitz）是德国勃兰登堡州的一个市镇，隶属于乌克马克县。总面积为46.94平方千米，截至2020年总人口为531人。